# Charley Chase (Regisseur)

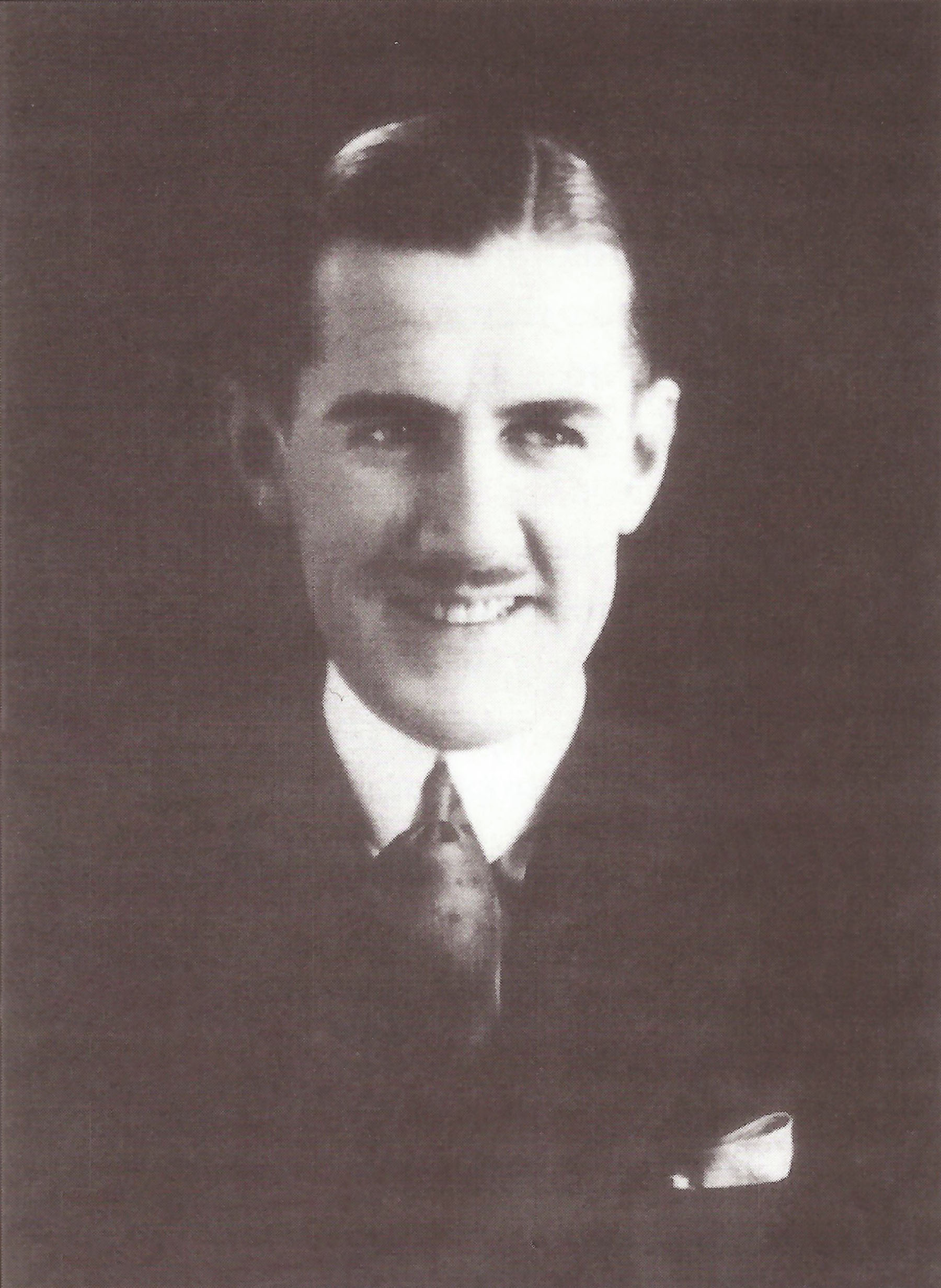
Charley Chase (1918)

Charley Chase (* 20. Oktober 1893 in Baltimore, Maryland als Charles Joseph Parrott Jr.; † 20. Juni 1940 in Hollywood, Kalifornien) war ein US-amerikanischer Comedian, Filmschauspieler, Regisseur, Drehbuchschreiber und Produzent.

## Leben
Charley Chase begann seine Schauspielkarriere als Jugendlicher in Vaudeville-Theatern. Im Alter von 20 Jahren drehte er seinen ersten Kurzfilm 1914 und trat in seinen Anfangsjahren in den Slapstick-Komödien von Produzent Mack Sennett, den man in diesen Jahren den King of Comedy nannte, unter anderem an der Seite von Charlie Chaplin auf. Rasch gewann sein Name an Prominenz und er übernahm Hauptrollen; gleichzeitig betätigte sich Chase auch schon früh hinter der Kamera als Regisseur und Drehbuchautor. Im Jahre 1920 engagierte ihn der berühmte Komödienproduzent Hal Roach für seine Kurzfilme als Regisseur, so war Chase verantwortlich für einige Teile der Serie Die kleinen Strolche sowie für viele Filme mit Lloyd Hamilton in der Hauptrolle. Als Darsteller arbeitete Chase in den 1920er-Jahren bei Roach vor allem mit Regisseur Leo McCarey zusammen. Charley Chase schuf für sich die Leinwandfigur eines komödiantischen Durchschnittsamerikaners, der oftmals hilflos in surreale Situationen gerät und von diesen überfordert wird.
Im Gegensatz zu den meisten Komikern schaffte Chase den Wechsel in den Tonfilm Ende der 1920er-Jahre erfolgreich; seine Kurzfilme blieben weiterhin populär. 1933 absolvierte er einen Gastauftritt als überdrehter Partygast in Hal Roachs Die Wüstensöhne mit Stan Laurel und Oliver Hardy. Laurel und Hardy revanchierten sich bei Chase, indem sie ebenfalls 1933 in seiner Komödie On the Wrong Trek einen Gastauftritt machten. Als Hal Roach Mitte der 1930er-Jahre nur noch die profitableren Langfilme machen wollte, lehnte Chase das ab, da er weiterhin auf den Kurzfilm setzte. Es kam daraufhin zum Bruch zwischen Roach und Chase. Der Komiker wechselte daraufhin zu Columbia Pictures, wo er bis zu seinem frühen Tod mit weiteren Kurzfilmen erfolgreich im Geschäft blieb. Insgesamt trat Charley Chase im Laufe seiner Karriere als Darsteller in rund 275 Filmen auf, zudem führte er bei mehr als 150 Filmen Regie. 
Im Mai 1939 verstarb sein jüngerer Bruder James Parrott, der ebenfalls lange bei Roach als Komiker und Regisseur arbeitete, an den Folgen einer langjährigen Drogensucht. Charley Chase soll danach in Depressionen und Alkoholprobleme gestürzt sein. Er starb nur ein Jahr nach seinem Bruder im Alter von 46 Jahren an einem Herzinfarkt.

## Rezeption
Nachdem Chase und seine Komödien lange in Vergessenheit geraten waren, werden Chases Komödien seit den 1990er-Jahren wiederentdeckt und gewannen wieder mehr Beachtung – Mighty Like a Moose (1926), in der sich ein von Chase gespielte Ehemann und seine Frau nicht wiedererkennen, nachdem sie sich beiderseitig Operationen unterzogen hatten, wurde sogar 2007 ins National Film Registry aufgenommen. Charley Chase wurde in Deutschland in den 1970er-Jahren durch die für das ZDF zusammengestellten Kurzfilme in der Reihe Väter der Klamotte bekannt.
Ein Stern auf dem Hollywood Walk of Fame in der Kategorie Film erinnert an Charley Chase.

## Filmografie (Auswahl)
- 1914: The Masquerader

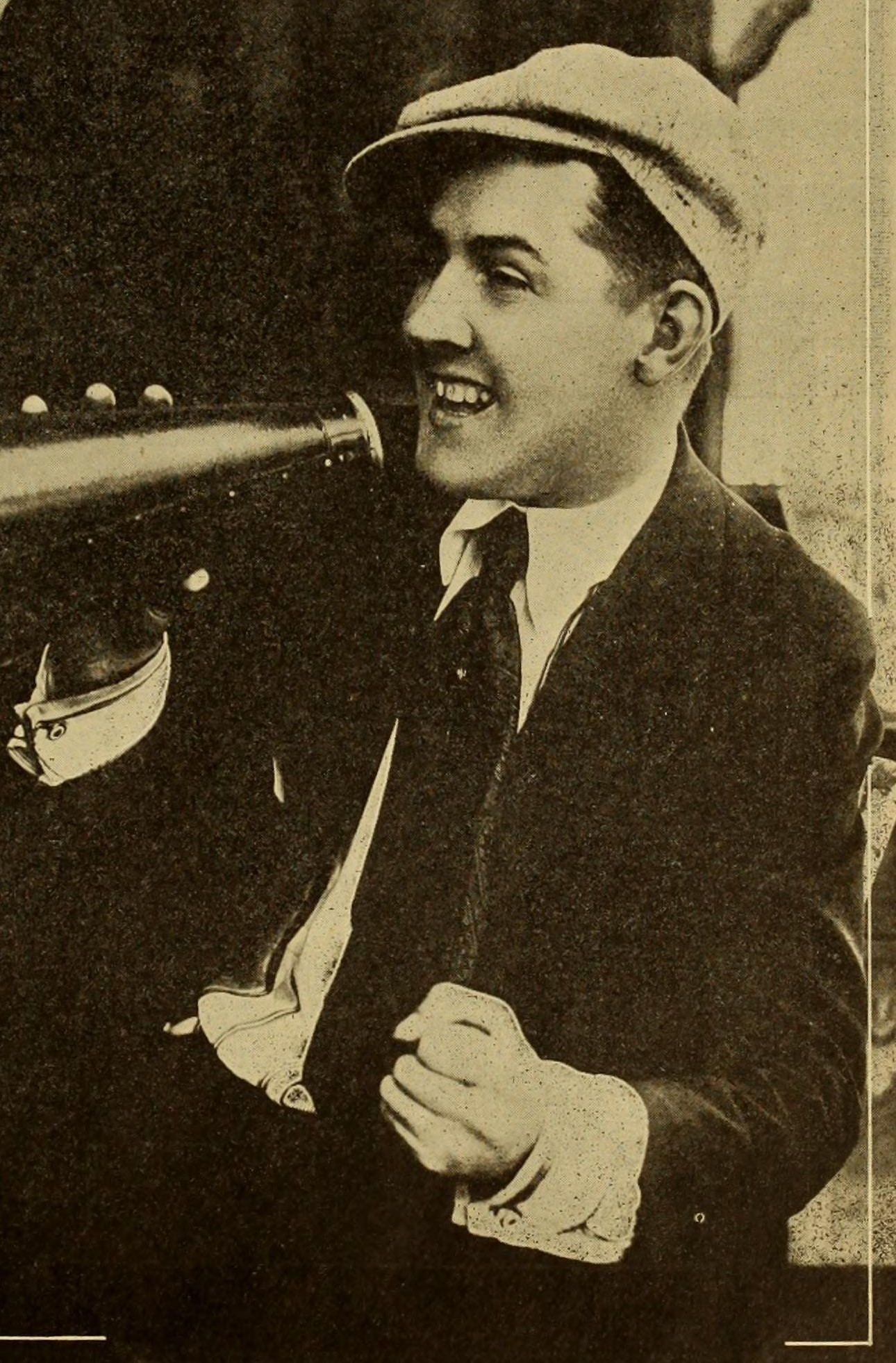
Charley Chase führt Regie, 1916

- 1914: Tillies gestörte Romanze (Tillie's Punctured Romance)
- 1914: The Rounders
- 1914: The Knockout
- 1924: All Wet
- 1925: Looking for Sally
- 1925: Ist das Leben nicht schrecklich? (Isn’t Life Terrible?)
- 1926: Mighty Like a Moose
- 1926: Fuchsteufelswild (Crazy Like a Fox)
- 1927: Das Haus der tausend Freuden (Call of the Cuckoo)
- 1927: Fluttering Hearts
- 1928: Limousine Love
- 1931: The Pip From Pittsburgh
- 1933: Arabian Tights
- 1933: Die Wüstensöhne (Sons of the Desert)
- 1935: Public Ghost
- 1936: On the Wrong Trek
- 1938: Violent Is the Word for Curly
- 1940: The Heckler